# 高橋永
高橋 永（たかはし えい、1975年〈昭和50年〉8月30日 - ）は、日本の政治家。立憲民主党所属の衆議院議員（1期）。

## 来歴
東京都渋谷区生まれ。祖父は第66代内閣総理大臣三木武夫、母は参議院議員を務めた高橋紀世子。青山学院高等部、神戸大学理学部生物学科を卒業し、株式会社博報堂で勤務する。
2024年4月、次期総選挙となる第50回衆議院議員総選挙に徳島1区から立候補する意向を示した。高橋は当初は前任の後藤田正純が徳島県知事に当選して支部長が空席になっていた自由民主党からの立候補も模索していたが、公募で自民党の同区支部長が現職議員の仁木博文に決定したこともあり、立憲民主党徳島県連により高橋の擁立を決定、同党の徳島1区支部長となった。
出馬に際して、自民党派閥の政治資金パーティー収入不記載事件を念頭に「三木が生きていたら、今の状況は看過できない」と主張した。「クリーン」を掲げた祖父の三木武夫に倣った政治改革に取り組み、次回選で政権交代を目指す考えを示した。
その後、衆議院解散を受けて、同年10月27日に執行される第50回衆議院議員総選挙では立憲民主党公認で徳島1区から立候補。選挙区では自由民主党公認の前職候補・仁木博文に敗れたが、重複立候補していた比例四国ブロックで立憲民主党が1議席を獲得し、名簿登載順位1位の候補者のうち、惜敗率最上位（64.22%）となり、当選を果たした。

## 資産公開
2025年4月7日に公開された衆院議員の資産等報告書によると、最も多かったのは高橋で東京都目黒区の不動産5341万円（固定資産税課税標準額）、徳島県阿波市の土地・建物、有価証券をあわせて7709万円だった。

## 選挙歴
| 当落 | 選挙                   | 執行日         | 年齢 | 選挙区      | 政党       | 得票数    | 得票率 | 定数 | 得票順位 /候補者数 | 政党内比例順位 /政党当選者数 |
| ---- | ---------------------- | -------------- | ---- | ----------- | ---------- | --------- | ------ | ---- | ------------------ | ---------------------------- |
| 比当 | 第50回衆議院議員総選挙 | 2024年10月27日 | 49   | 徳島県第1区 | 立憲民主党 | 5万4839票 | 32.02% | 1    | 2/5                | 1/1                          |